# Letališče Kiruna
Letališče Kiruna je najsevernejše letališče na Švedskem. Leži približno 10 km (6,2 milj) od središča mesta Kiruna. Leta 2018 je preko letališča potovalo 277.018 potnikov. 

## Prihodnost
Letališče Kiruna je izbrana destinacija za projekt Spaceport Sweden. Spaceport Sweden je nov projekt med švedsko vesoljsko korporacijo, Jukkasjärvi Icehotelom, LFV Group in Progressumom, v katerem upajo na vzpostavitev prve neameriške baze Virgin Galactic.

## Letalske družbe in destinacije
Naslednje letalske družbe opravljajo redne redne in čarterske lete v in iz Kirune:
| Letalske družbe       | Destinacije         |
| --------------------- | ------------------- |
| Eurowings             | Seasonal: Stuttgart |
| Norwegian Air Shuttle | Stockholm–Arlanda   |
| Scandinavian Airlines | Stockholm–Arlanda   |

### Helikopterske poti
V gorskem območju Kiruna so redni helikopterski leti po naročilu. En takih je do planinske koče Nikkaluokta - Kebnekaise, kamor se v poletni sezoni vozi dvakrat na dan, upravlja pa ga Kallax Flyg.
| Leto | Število potnikov | Sprememba | Notranji | Sprememba | Mednarodni | sprememba |
| ---- | ---------------- | --------- | -------- | --------- | ---------- | --------- |
| 2019 | 267.916          | 3,2 %     | 263.122  | 3,5 %     | 4.794      | 9,6 %     |
| 2018 | 277.018          |           | 272.644  |           | 4.374      |           |

## Nesreče in incidenti
- 15. marca 2012 je norveško vojaško transportno letalo Lockheed Hercules med približevanjem letališču strmoglavilo na gori Kebnekaise. Vseh pet oseb na krovu je umrlo.

## Kopenski prevoz
- Letališki prevoz do in iz središča mesta Kiruna je na voljo vse leto za lete v in iz Stockholma in ga v imenu občine Kiruna izvaja Hörvalls Buss.[4]
- Avtobus 91 za Abisko - Riksgränsen - Narvik odhaja enkrat na dan z letališča okoli februarja do maja in od junija do septembra[5]
- Nikkaluoktaexpressen v Nikkaluokta vozi enkrat ali dvakrat na dan v od marca do maja in od junija do septembra [6]
- Na voljo so tudi taksiji
- Na voljo je najem avtomobila